# Plaça de la Vila (Amer)
La Plaça de la Vila és una obra d'Amer (Selva) protegida com a Bé Cultural d'Interès Local.

## Descripció
La plaça major o plaça de la vila, coneguda popularment com la plaça Porxada, ocupa el centre de la població.
La plaça és de planta rectangular i, malgrat estar oberta a la circulació d'automòbils, el centre, limitat per bancs de formigó, és d'ús vianant. Té la particularitat que tots els porxos són diferents. Però el que de debò li dona personalitat no són pas els arbres, ni les plantes ni les flors, inexistents, sinó les llambordes, portades de diferents poblacions catalanes a principis dels 80 del segle xx. Els pobles dels quals hi ha llambordes a la plaça són: Sant Hilari Sacalm, Mataró, Sabadell, Olot, Vic, Santa Coloma de Farners, Barcelona, Girona, Figueres, Badalona, La Bisbal d'Empordà, Terrassa i Palamós.
Els edificis que es conserven a la plaça són d'origen medieval, reformats durant els segles XV, XVI i sobretot durant els segles XVIII i XX. Tot i que es conserven reminiscències medievals a les façanes com ara alguna finestra geminada o trebolada, escuts en relleu, inscripcions..., la majoria d'edificis són dels segles XVIII-XX amb tres o quatre plantes i la particularitat d'ésser suportades parcialment pels porxos i arcades. L'origen d'aquests porxos és comercial, d'antigues parades cobertes que s'acabaven cobrint i edificant a sobre. Així passà a Vic i també a Girona, entre d'altres poblacions properes.
La majoria de les cases de la plaça amb arcades a les seves plantes baixes segueixen el mòdul de dos arcades dividides per una columna i cada mòdul dividit per un pilar o llenç de paret més gruixut.

## Història
Aquesta plaça és considerada la segona plaça porxada més gran de Catalunya. L'origen dels porxos de la plaça cal buscar-lo al segle xvi.
Tradicionalment, i des de l'època medieval, s'hi celebra un mercat setmanal els dimecres. La importància comercial d'Amer en època moderna va fer que fos considerada un centre que atreia gents i mercaderies de les valls properes d'Amer, d'Anglès i del Llèmena.
La plaça ha anat canviant de nom al llarg del temps; així doncs, fins al 1931 s'anomenava Plaça de la Constitució, durant la Segona República s'anomenà Plaça de la República, durant el franquisme passà a anomenar-se Plaça Espanya i finalment ha recuperat el nom original de Plaça de la Vila.
Moltes de les cases de la plaça tenen nom propi, com Can Mundet, Can Panosa, Can Gultresa, Can Cassanyes, Can Terradelles, Ca l'Espinet, l'Ajuntament, Can Viola.. i s'hi concentra bona part de la vida dels bars i cafès d'Amer.
La pavimentació de la plaça es va fer el 1980 a càrrec de Carles Bosch, Joan Lluís Frigola, Francesc Hereu i Joaquim Espanyol.
Dins dels actes de la festa major d'estiu, tradicionalment el 15 d'Agost per d'advocació del monestir a Santa Maria, a la plaça porxada s'hi balla l'anomenada "Sardana de l'Alcalde". És un ball datat dels segles XVI iXVII, època en la qual era costum ballar quelcom semblant a les sardanes després dels oficis solemnes de festes importants. La sardana estava encapçalada per una persona reconeguda, un terratinent o un menestral, i tot el poble la ballava davant l'església. A partir de 1906 la figura de l'Alcalde va perdre importància i és quan es comença a parlar del contrapàs de l'Alcalde, un acte de representativitat i legitimitat social d'arrel caciquista. Es tracta d'un rotllana oberta encapçalada per l'Alcalde o alguna altre autoritat distingida. Com que cap als anys 20 aquest ritual va entrar en crisi, no fou fins 1949 quan se celebrava el mil·lenari de la consagració del monestir, que es va recuperar de la tradició. Des de 1950 es balla la sardana Festa Mil·lenària del compositor Joan Fontàs (1932-2002) a l'estil selvatà.